# دونا رايس هيوز
دونا رايس هيوز (بالإنجليزية: Donna Rice Hughes)‏ هي عارضة أمريكية، ولدت في 7 يناير 1958 في Delacroix, Louisiana ‏ في الولايات المتحدة.

## وصلات خارجية
- دونا رايس هيوز على موقع IMDb (الإنجليزية)
- دونا رايس هيوز على موقع إن إن دي بي (الإنجليزية)